# 泉谷祐勝
泉谷 祐勝（いずみたに すけかつ、1882年〈明治15年〉3月 - 1967年〈昭和42年〉2月3日）は、日本のアマチュア野球選手。黎明期の早稲田大学野球部の中心選手であり、後には宮内省野球班を組織した。守備位置は捕手、一塁手。慶應義塾大学野球部の主将を務めた佐々木勝麿は実弟。

## 経歴
兵庫県神戸元町通（現・神戸市中央区）出身。実家は浄土真宗本願寺派善照寺。元の姓は佐々木であったが、幼い頃母方の養子に出されて泉谷姓となった。
神戸中学校（現・兵庫県立神戸高等学校）を経て、1902年（明治35年）東京専門学校（現・早稲田大学）に入学する。野球部に入部し、翌年の第一回早慶戦の際には1番キャッチャーで出場している。また、後に野球部がアメリカ遠征をした際のメンバーにも選ばれた。
卒業後、志願兵を務めた後に京浜電気鉄道（現・京浜急行電鉄）に入社した。これは、泉谷が所属していたスポーツ社交団体「天狗倶楽部」のメンバーである中沢臨川（文芸評論家）が同社の電気課長を務めていたことによる。
ここでは羽田運動場の運営などに関わり、また、1911年（明治44年）にストックホルムオリンピックの予選会が開かれた際には100m走と立幅跳びに出場し、100m走では三島彌彦に敗れたものの立幅跳びでは優勝している。ただし、選手団をストックホルムに送る予算の都合もあり、泉谷は代表選手には選ばれなかった。
1914年（大正3年）、宮内省に入省した。泉谷はこの時、裕仁親王（後の昭和天皇）の内意を受けて宮内省野球班を組織することになる。
1925年（大正14年）、宮内省を退職し東邦電力に入社し、この間に泉谷は東京大学野球連盟（現・東京六大学野球連盟）の常務理事にも就任している。
1967年（昭和42年）2月3日、死去した。泉谷の野球に関する遺品が秩父宮記念スポーツ博物館に寄贈されている。

## エピソード
- 日本で初めてバントをした人物であるとされる。
- 泉谷はバントの名手であったが、当時の日本ではバントがあまり知られておらず、野球部の安部磯雄部長に「卑怯な打ち方はいけない」と叱られた。アメリカ遠征の際、本場の選手もバントをしているのを見てやっと安部に納得してもらえたという。